# Huápoca
Huápoca es un sitio arqueológico ubicado 36 kilómetros al oeste de la ciudad de Madera, siguiendo una carretera de terracería, en las inmediaciones del Cañón Huápoca, a tres kilómetros del Río Papigochi, en el oeste del estado mexicano de Chihuahua.
La visita a la región de Huápoca, incluye una gran variedad de atractivos; desde espectaculares vistas, el legendario Río Papigochi y sitios arqueológicos como son la Cueva del Águila y Cueva de la Serpiente, el Balneario Huápoca y el Puente Huápoca, acceso a los sitios arqueológicos.
En la región de Madera, existen aproximadamente 150 sitios arqueológicos esparcidos entre los acantilados. La mayoría de ellos están en condiciones alarmantes debidos daños ocasionados por varios factores, y la falta de atención, cuidado y vigilancia. En varios lugares los pisos de barro están rotos, muchas paredes están dañadas con grafiti, incluso sobre antiguos pictogramas.
Es recomendable visitarla en compañía de un guía experimentado.

## Primeras Investigaciones
En 1898, el explorador noruego Carl Lumholtz, dio las primeras noticias sobre cuevas con casas en la región de Madera, en la parte norte de la Sierra Tarahumara. Descubrió varios sitios, entre ellos la Cueva del Garabato, conocida actualmente como las Cuarenta Casas.
Posteriormente, varios antropólogos y arqueólogos exploraron someramente la región, concentrándose sobre todo en los alrededores de cuarenta Casas. Casi todos ellos publicaron los resultados de sus estudios;
- H.A. Carey en 1931.
- E.B. Sayles en 1936
- A.V. Kidder en 1939,
- R.H. Lister en 1946 y 1958
- Eduardo Contreras en 1959
- Arturo Guevara en 1986,
- David Pearson, Fernando Sánchez M. Y D, Phillips en 1990.

Sin embargo, aún es muy poco lo que se conoce sobre las cuevas con casas, y su exploración y estudio sistemático apenas se está iniciando.

## La Zona de Madera

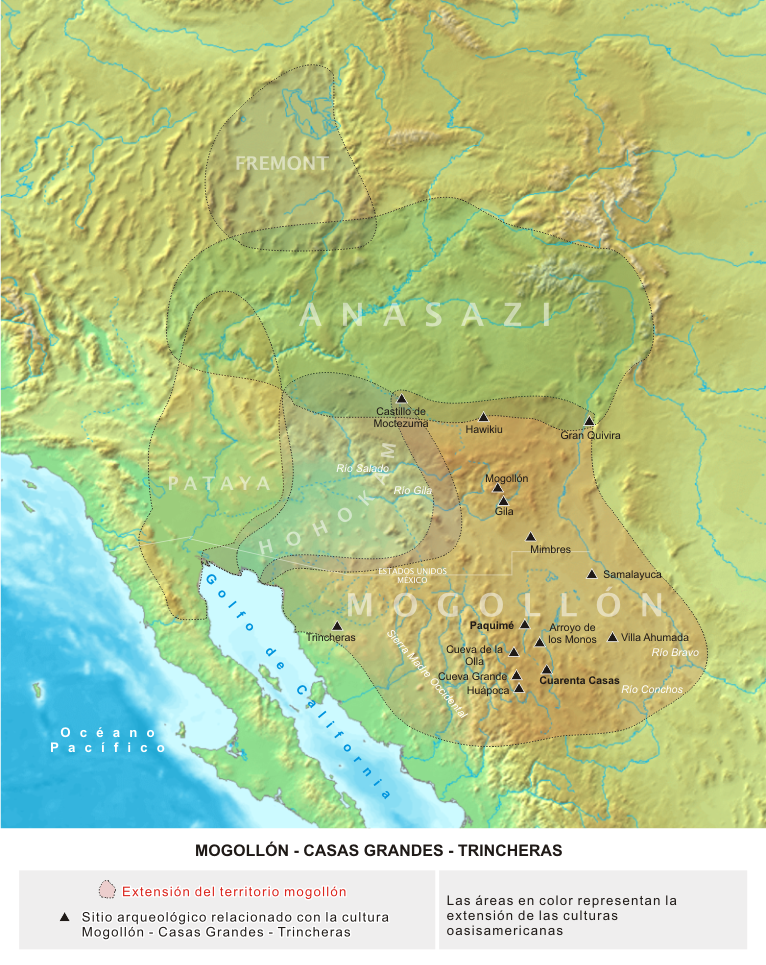
Zona de influencia de la Cultura Mogollón - Paquimé

Madera fue un aserradero donde se trabaja la madera extraída en los bosques cercanos; pero sus mayores atractivos son las cuevas milenarias en su alrededor, las cuales sirvieron de habitación y refugio a los habitantes de la cultura Paquimé, quienes construyeron sus viviendas dentro de ellas.
Existen muchas zonas arqueológicas de la cultura Paquimé, en esta zona, a partir del Municipio de Madera. Las más conocidas son:

### Cueva Grande
Se encuentra a 66 kilómetros al oeste de Madera, por terracería. Cueva Grande se esconde en los pliegues de la tierra y está oculta por ramas de árboles.
La boca de la cueva es tiene una cascada que cae desde la cima de la cueva a una alberca y fluye río abajo. Hay dos viviendas de 800 años de antigüedad, de dos pisos que proporcionan buenos ejemplos de las técnicas de construcción de la época. También hay una zona de almacenamiento de grano redondo detrás de la estructura más cercana a la boca de la cueva.

### La Ranchería
La Cueva La Ranchería, tiene un conjunto habitacional mayor que Cuarenta Casas. Su extensión es de 50 metros de largo por 20 metros de ancho. La mayoría de las habitaciones son de dos pisos y grandes. También hay graneros (Cuexcomate, ver nota abajo) de adobe y paja -algo deteriorados- en los cuales se habría guardado el maíz.

### Cueva del Puente
45 kilómetros al norte de Madera

### Cuarenta Casas
Cuevas El Garabato o Cueva de Las Ventanas, conocidas como Cuarenta Casas por la gran cantidad de recintos precolombinos que hay en su interior. Construidos entre los años 1,060 y 1,205 dC, habrían cumplido la función de viviendas para los hombres de la cultura Paquimé.
Dentro de este conjunto de cuevas (localizadas en el arroyo El Garabato) destacan Las Ventanas, con una interesante cantidad de construcciones y la Cueva Grande, resguardada por una pequeña cascada.

### Cueva de la Momia
En su interior se encontró el cuerpo momificado de un hombre adulto, el cual estaba rodeado de ofrendas como cerámicas, utensilios de piedra, tallos y mazorcas de maíz tierno (elotes). 
Actualmente la momia se encuentra en el Museo del Capitán Leal, en la ciudad Madera. Su estado de conservación es excelente.
Se cree que en la cueva, localizada muy cerca de la Barranca Arroyo del Venado, había más momias en buen estado, pero éstas habrían sido destruidas por visitantes irresponsables. 
La cueva está dividida en dos niveles, pudiéndose encontrar en el segundo más de diez cuartos en óptimas condiciones.

### Cueva de las Jarillas

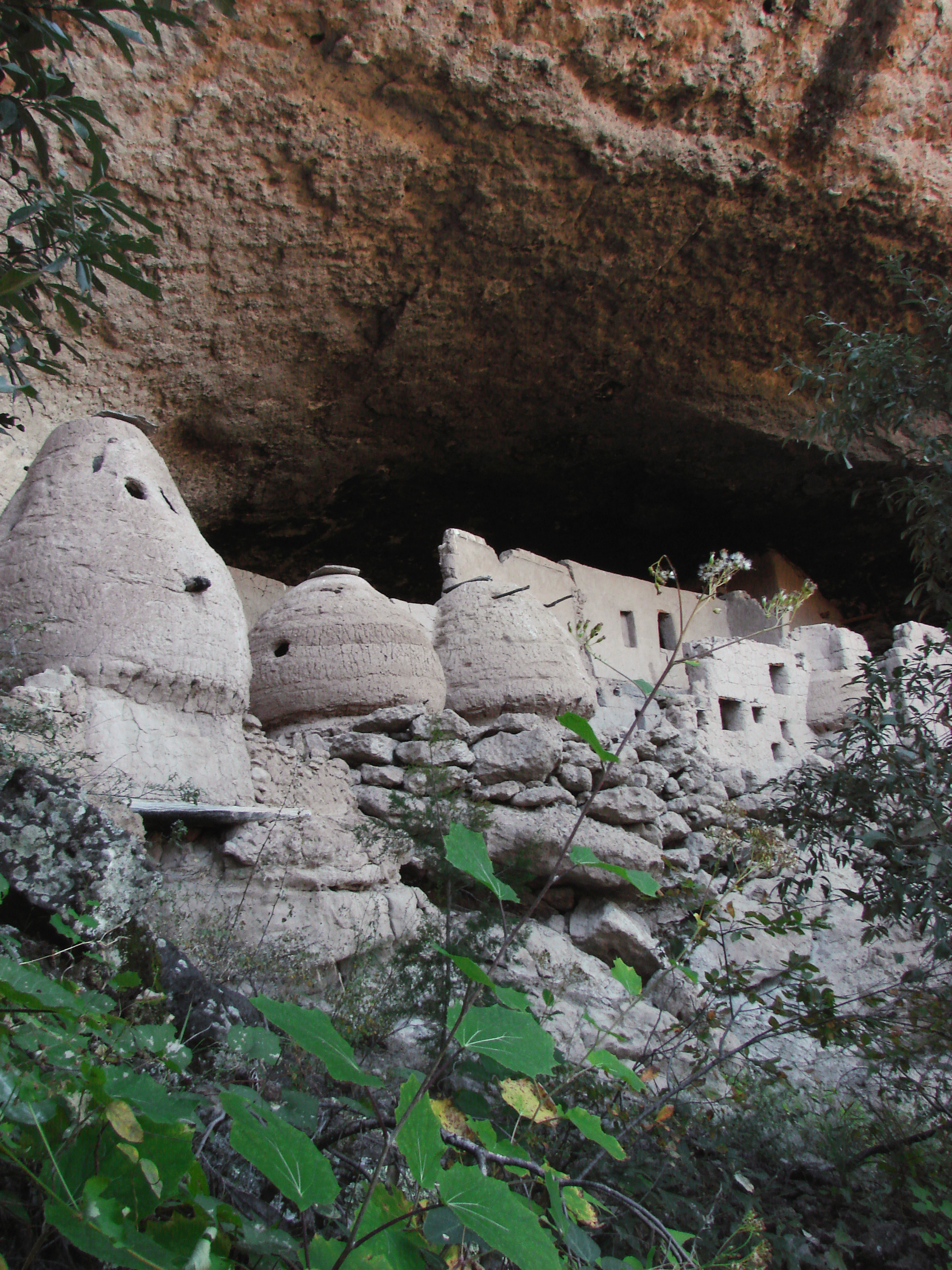
Cueva de las Jarillas

La Cueva de las Jarillas es uno de los conjuntos habitacionales más grandes de los que se pueden ver en la región de Madera en Chihuahua. Tiene más de veinte recintos y un Cuexcomate.

### Nuevos Hallazgos
En uno de los cañones laterales al río Papigochi, hacia el suroeste de Ciudad Madera, se encuentra un conjunto que fue habitado por comunidades antiguas que construyeron casas en las cuevas y los abrigos rocosos. Estos sitios son tan seguros que hasta la fecha se encuentran prácticamente intactos.
Ninguna de estas cuevas se puede ver fácilmente, la única manera de darse cuenta de que existen, es cuando está en ellas.

#### Cueva de los Fierros
Se encuentra a media ladera del cañón en una pared casi vertical. Su amplitud es de unos 30 m y alberga un conjunto de cuando menos 10 cuartos construidos con adobe, algunos de ellos de dos pisos. Todo el conjunto cuenta con una base de cimiento, como una terraza, sobre la cual fueron hechos los cuartos, cuyas ventanas tienen forma de paleta o “T”, típica de la cultura paquimé.
Casi todas las habitaciones están semidestruidas; los techos aún conservan la estructura de madera original, y en el interior localizamos algunas herramientas de piedra como raspadores, cuchillos, metates, algunos fragmentos de cerámica y otros objetos que no pudimos identificar. Abundaban los olotes, señal de que eran consumidores de maíz y de que aquí lo almacenaban.

#### Cueva de la Puerta
A unos cientos de metros de la primera cueva, se localiza otra, también se encuentra a media pared del cañón. Su amplitud es de alrededor de 25m y presenta vestigios de unos 12 cuartos o recintos, en los cuales se aprecia el vandalismo de los buscadores de tesoros, que destruyeron parcialmente pisos y paredes.
Se puede apreciar cómo se construían las casas en la antigüedad. Se construían con una especie de trenzado con varas y ramas de algunos árboles locales, principalmente el táscate (nombre local para algunas especies de juníperos ) y el fresno, y sobre este trenzado le iban dando forma a las paredes con adobe. El trenzado se encuentra también conservado que los amarres con que fue hecho están intactos. Existen dos tipos de amarres; uno hecho con la fibra de la palmilla (una de las especies de agave de la región) y el otro con una rama que la gente llama sawarique. En uno de los cuartos se puede observar el piso original de la vivienda, hecho de adobe tan bien trabajado que por lo liso parecía emparejado con cemento. El techo y las paredes de los cuartos están negros, probablemente por la acumulación de hollín y humo de fogatas que a través de cientos de años se hicieron allí. Frente a la cueva de la Puerta, al otro lado del cañón, existe otra cavidad con casas, es más pequeña con solo tres recintos, pero muy bien conservados.
Medio kilómetro más arriba hay una pequeña cueva con una solitaria y pequeña casa en muy buen estado. Por la excelente vista del cañón desde ahí, probablemente este lugar fue un punto de observación o de vigilancia.

## Antecedentes culturales
Grupos humanos cazadores-recolectores llegaron a la región desde el norte, probablemente Mogollón, Anasazi o Hohokam, siguiendo la Sierra Madre Occidental; utilizaron vegetales, aprovecharon las especies animales menores, como los guajolotes; ocuparon la sierra y gradualmente se dispersaron a lo largo de los ríos, dando lugar a la Cultura Paquimé o de Casas Grandes, cuyos primeros pobladores fueron recolectores en proceso de sedentarización.
Se han encontrado evidencias de la cultura Mogollón, fragmentos de cerámica sencilla y otros materiales de tipo suntuario, más escasos, propios de la Cultura Paquimé. Los constructores del sitio debieron ser aldeanos que además de aprovechar intensamente el medio ambiente, como puede verse en los vestigios localizados en los recintos, cultivaron el maíz, calabaza y frijol, para ello establecieron un sistema de aprovechamiento comunal.
Existen importantes evidencias de los pobladores nativos del norte de México, de la Cultura Casas Grandes, subregión de la Cultura Mogollón, junto con la Anasazi y la Hohokam conforman el área de Oasisamérica. La región cultural del norte es conocida en México como Gran Chichimeca, y en Estados Unidos se le llama Suroeste Americano.
Sitios de esta cultura se localizan en el estado de Chihuahua; Paquimé era la cabeza y centro comercial de la región. Los primeros asentamientos de esta cultura están fechados en 1000 a. C. (desde el Arcaico Tardío); su apogeo se dio entre 1261 y 1300 d. C., y su desaparición ocurrió en 1450 d. C.
La difícil naturaleza de esta zona formó los rasgos distintivos de sus habitantes; quienes pasaron de ser cazadores-recolectores nómadas a sedentarios, agricultores y explotación de animales.
Los sitios de esta cultura se encuentran desde la costa del océano Pacífico hasta la Sierra Madre Occidental, pasando por todo tipo de entorno ecológico y climático.

## El Sitio

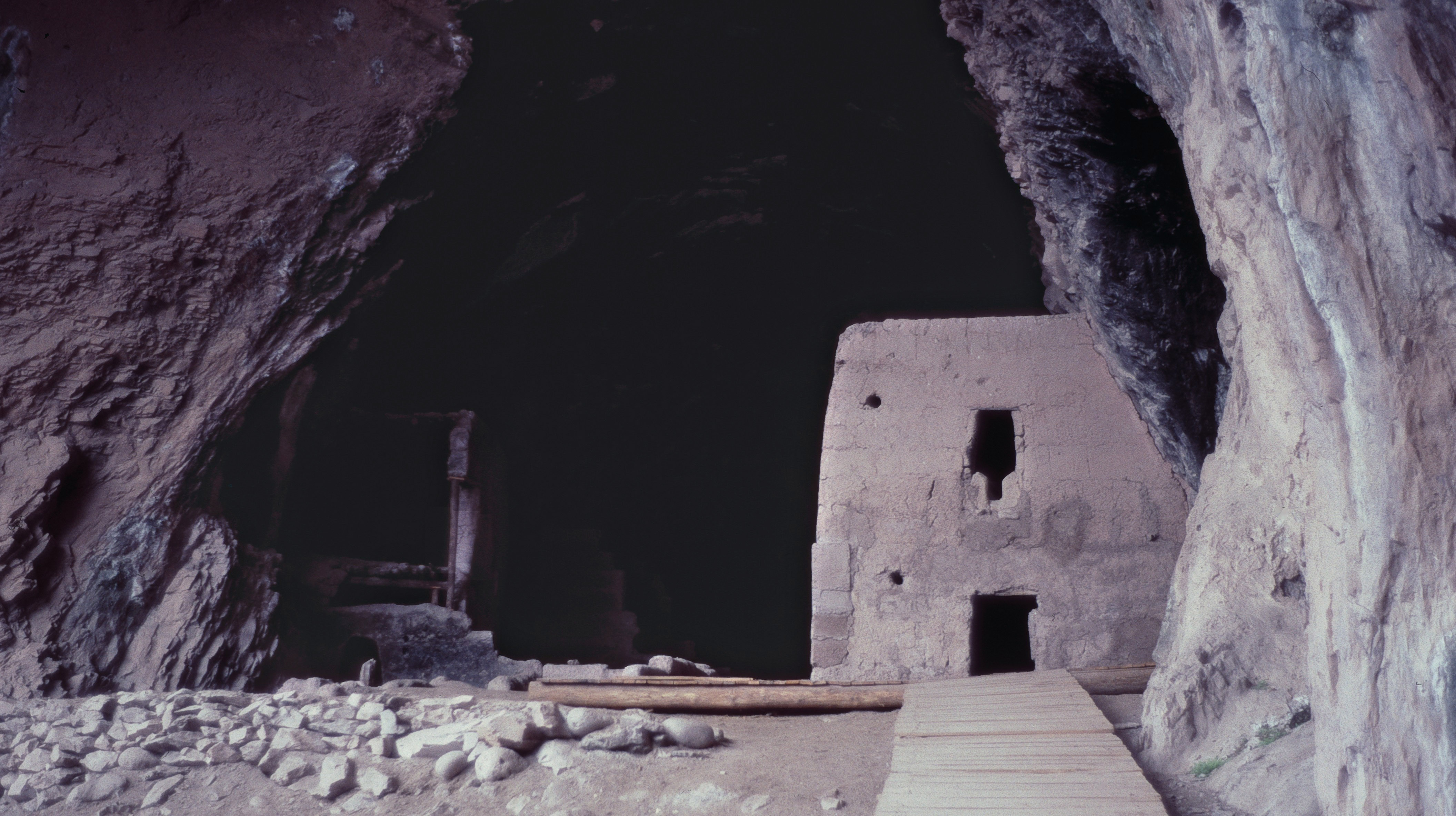
Cueva Grande

En este sitio se encuentran vestigios de la Cultura Casas Grandes. Está formado por cuevas en medio de un emplazamiento de gran espectacularidad.
El sitio es un complejo de sitios arqueológicos cerca de las aguas termales del Balneario de Huápoca. Entre los diversos grupos destaca la construcción con adobe y fibras de refuerzo.
Estas cuevas son consideradas las más impresionante en acantilado. Conserva estructuras íntegras.
Ambas presentan vistas maravillosas de la Barranca de Huápoca.
Este sitio, en su construcción y vestigios, tiene el mismo patrón cultural de la región.

### Cueva Grande
Es una cueva muy grande y profunda, a unos 3 km al oeste del río Huápoca y el balneario. Es un complejo de dos pisos. Una cascada cae sobre la entrada de la cueva.
- Coordenadas 29/11/20.5/N - 108/20/35.4/W

### Cueva de la Serpiente
Consta de construcciones en perfecto estado de conservación,
Se trata de un complejo habitacional, con alrededor de 15 cuartos con sus características puertas en forma de “T”.
La cueva tiene dos entradas y un paso a través de un afloramiento rocoso, accesible a través de una escalera.
- Coordenadas 29/12/49.9/N - 108/19/59.2/W

### Nido del águila

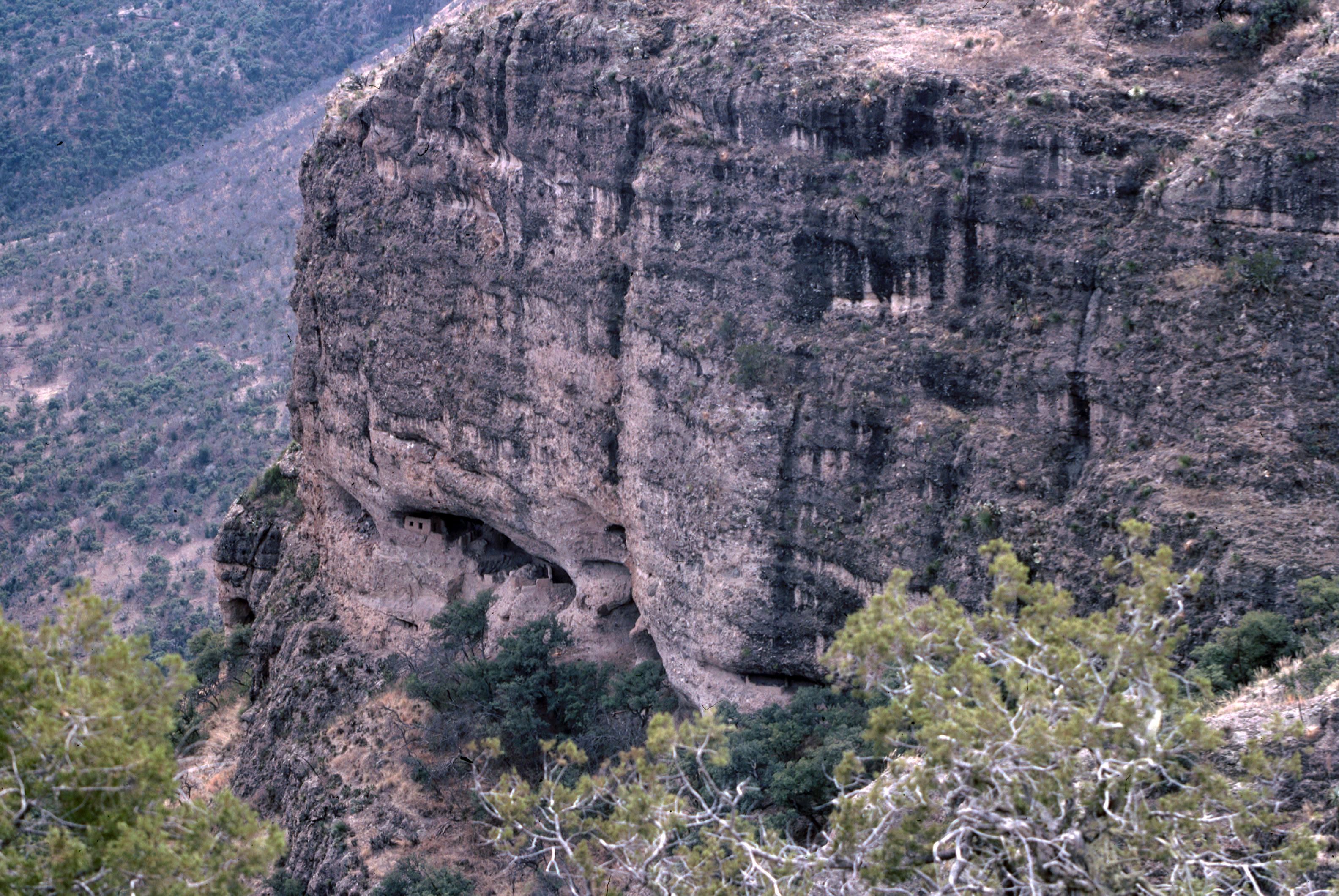
Nido del Águila

Esta cueva se compone de varias pequeñas casas en una cornisa de roca, a dos terceras partes de la altura del acantilado casi vertical. Es un sitio más pequeño que consta de 2 construcciones, una de al menos 3 cuartos situada en el filo del acantilado y la otra de un cuarto erguida en medio de la explanada de 2 niveles, en medio de la cueva.
- Coordenadas 29/12/27.5/N - 108/19/55.3/W